# Gianyar (regência)
A Regência de Gianyar é uma regência (kabupaten) da ilha e província de Bali, Indonésia, com capital na cidade homónima. Tem 368 km² de área e em 2022 a estimativa oficial de população era 523 972 habitantes (densidade: 1 423,8 hab./km²). Em 2011 97,8% da população da regência estava registada como sendo hindu.

## Turismo
A cidade de Ubud, conhecida como a capital cultural e artística de Bali, onde há város templos hindus importantes e outro monumentos, situa-se na Regência de Gianyar. Outra das atrações turísticas de Ubud são os arrozais em socalcos, embora os mais populares de Bali sejam os de Tegallalang, situada poucos quilómetros a norte de Ubud, também pertencente à Regência de Gianyar.

## Desporto
Na praia de Keramas, em Blahbatuh, foram organizadas algumas competições de surf, nomeadamente a Oakley Pro Bali, que fez parte do Circuito Mundial Masculino de Surfe de 2023. Isto apesar de na altura as infraestruturas serem limitadas, com estradas com mau pisos e inexistência de parques de estacionamento.
O primeiro clube futebol profissional da Indonésia e do Sudeste Asiático,[carece de fontes?] o Bali United Football Club (originalmente chamado Putra Samarinda F.C.), da primeira divisão indonésia, está sediado na regência de Gianyar. Mudou-se para Bali em 2015 e disputa os seus jogos em casa no Estádio Kapten I Wayan Dipta, situado em Buruan, no distrito de Blahbatuh. O estádio foi inaugurado em 2003 e passou por várias renovações; em 2022 tinha capacidade para 18 000 expectadores.[carece de fontes?]

## Distritos
A regência está dividida em sete distritos (em indonésio: kecamatan). O nome de cada uma das capitais de distrito coincide com o nome do respetivo distrito. Os quatro distritos mais a sul (Sukawati, Blahbatuh, Gianyar e Ubud) fazem parte da área metropolitana oficial da Grande Dempassar (Sarbagita).
| Distrito | População (2022) | Área (km²) | Dens. pop. (hab.km²) | Num. de aldeias [◊] |
| --- | ---------------- | ---------- | -------------------- | ------------------- |
| Blahbatuh | 75 700           | 39,70      | 1 906,8              | 0 / 9               |
| Gianyar (cidade)                                                                                                  | 104 400          | 50,59      | 2 063,65             | 5 / 12              |
| Payangan | 45 900           | 75,88      | 604,9                | 0 / 9               |
| Sukawati | 121 700          | 55,02      | 2 211,92             | 0 / 12              |
| Tampaksiring | 51 800           | 42,63      | 1 215,11             | 0 / 8               |
| Tegallalang | 52 600           | 61,80      | 851,13               | 0 / 7               |
| Ubud | 71 900           | 42,38      | 1 696,55             | 1 / 7               |
| Totais | 524 000          | 368,00     | 1 423,91             | 6 / 64 (70)         |
| [◊] ^ O primeiro número refere-se a kelurahans (núcleos urbanos ou cidades) e o segundo a desas (aldeias rurais). |                  |            |                      |                     |